# 185638 Erwinschwab
185638 Erwinschwab è un asteroide della fascia principale. Scoperto nel 2008, presenta un'orbita caratterizzata da un semiasse maggiore pari a 2,3812842 UA e da un'eccentricità di 0,1577612, inclinata di 2,88525° rispetto all'eclittica.
L'asteroide è dedicato all'astronomo amatoriale tedesco Erwin Schwab.